# Сашка (фильм)
«Са́шка» — советский художественный фильм, снятый на киностудии «Мосфильм» в 1981 году режиссёром Александром Суриным по одноимённой повести Вячеслава Кондратьева. Премьера фильма состоялась в августе 1981 года.
Кинофильм, как и литературное произведение, посвящён участникам Ржевской битвы.

## Сюжет
Картина показывает, как можно сохранить человеческий облик в невыносимых условиях одного из самых страшных сражений Второй мировой войны. Главному герою, рядовому Сашке, открытому сельскому парню, это удаётся. Захватив в плен во время беспощадного встречного боя немецкого солдата, он в состоянии разглядеть в нём, бывшем берлинском студенте, его сущность — такого же, как он сам обычного солдата, а вовсе не фанатичного гитлеровца. И поэтому, получив приказ комбата, обезумевшего от горя человека, у которого за несколько дней до того убило фронтовую подругу, расстрелять военнопленного, Сашка отчаянно бросается его защищать. И в итоге немца спасает.
Через какое-то время Сашку ранят в руку. В медсанбате он встречается со своей возлюбленной, медсестрой Зиной, за которой пытается ухаживать лейтенант Володька. Зина заботится о раненом Сашке, но вечером неожиданно уходит на танцы с лейтенантом. Оскорблённый Сашка уходит в удалённый продпункт за продуктами (с которыми в медсанбате очень туго), а затем ещё дальше, в тыловой госпиталь. В дороге он прощает Зину, ведь та ушла с лейтенантом только потому, что того на следующий день отправляли на передовую — чтобы скрасить ему последний вечер спокойной жизни.
В ходе этого путешествия Сашку сопровождают ещё двое раненых — чрезмерно жизнерадостный Жора и постоянно подавленный лейтенант Володька. Первый рад потому, что ему удалось выжить там, где выжить было немыслимо, второй не может себе простить, что, следуя приказу, положил весь свой взвод в бессмысленной лобовой атаке, а сам всего лишь только ранен.
Так и не дойдя до госпиталя, Жора гибнет, подорвавшись на мине. Остальные, наконец-то добравшись, сталкиваются с отвратительным питанием. Возмущённые раненые поднимают шум, они проливали за Родину кровь, а их даже накормить нормально не могут. Пришедший успокоить недовольных майор говорит общие фразы о трудном военном времени, неожиданно большом наплыве раненых и размытых дорогах, по которым нельзя подвести продовольствие в срок, о том, что нужно потерпеть и что всё наладится. После этого майор уходит, но ему вслед летит пустая миска, которую бросил вспыливший Володька. Назревает скандал, лейтенанта, скорее всего, ждёт трибунал. Но неожиданно вину за случившееся берёт на себя Сашка: он рядовой, и терять ему нечего.
Тем не менее правда всплывает: расследовавший произошедшее старший лейтенант НКВД правильно разобрался в ситуации и, чтобы замять дело, отправляет Сашку домой в отпуск. На железнодорожном вокзале спящего Сашку будят юные девчонки-медсестрички, впервые едущие на фронт. Они дарят раненому хлеб и тушёнку и засыпают вопросами: им не терпится узнать, «ка́к там на фронте». Сашка успевает только сказать, что «там очень страшно», как объявляют отправление его поезда. Он прыгает в вагон, а медсёстры бегут по перрону и машут ему вслед. Главный герой тоже машет им на прощанье и… заливается слезами: он знает, что́ предстоит увидеть этим девочкам.

## В ролях
| Актёр                   | Роль                   |
| ----------------------- | ---------------------- |
| Андрей Ташков           | Сашка                  |
| Марина Яковлева         | Зина                   |
| Владимир Симонов        | лейтенант Володька     |
| Юрий Веялис             | Жора                   |
| Юрий Гребенщиков        | комбат                 |
| Леонид Ярмольник        | пленный немец Курт     |
| Вячеслав Молоков        | ординарец Толик        |
| Борис Гусаков           | майор в госпитале      |
| Михаил Крылов (Шулекин) | командир роты          |
| Любовь Соколова         | медсестра              |
| Сергей Волкош           | старший лейтенант НКВД |

## Съёмки
Место съёмок — город Луга Ленинградской области.